# Théo Becker
Théo Becker Oliveira (Pelotas, Río Grande del Sur, 24 de noviembre de 1976) es un actor, personaje de televisión, modelo y cantante brasileño de ascendencia alemana, conocido por su personaje del amado de Isaura, Álvaro en La esclava Isaura.7

## Biografía
Desde pequeño Theo tuvo una gran atracción por los deportes. Practicó surf desde los 6 años de edad, por influencia de su padre. Estudió Administración y Negocios, carrera que más adelante abandonaría para ingresar a estudiar Teatro, su gran pasión.
Comenzó su carrera como modelo, posando completamente desnudo para la revista G Magazine en 2001, y empezó en la televisión como paquito de la cantante Xuxa en el programa "Planeta Xuxa", al igual que su compañera de labores, Bianca Rinaldi.
Fue en 2003 cuando gracias a la actuación se hizo conocido en la telenovela "Celebridade". Debido al éxito de la telenovela, en 2004 fue escogido por el fallecido director Herval Rossano para representar al enamorado de Isaura en "La esclava Isaura", donde compartió créditos con Bianca Rinaldi, Leopoldo Pacheco, Mayara Magri, Renata Domingues, entre otros, siendo este su personaje más recordado y famoso, el cual lo llevó a ser una celebridad no solo en Brasil, sino que en varios países de Sudamérica, especialmente Chile y Argentina.
En 2009, participó en la versión brasileña del reality show inglés "The Farm" (en Brasil: "A Fazenda") siendo el personaje más polémico, conflictivo y gracioso del encierro. Su comportamiento provocó su salida del espacio a la tercera semana. Tuvo una inmensa popularidad, ya que fue uno de los más queridos por la audiencia, lo que lo ayudó a entrar a la quinta temporada de este en 2012.
Además de la actuación, Theo es cantante y tiene su propia banda con la cual realizan presentaciones en diversas ciudades del país.  
Fue novio de la actriz Andressa Suitta durante dos años. El 18 de abril de 2015 se casó con la médico Raphaela Lamim en una playa de Río de Janeiro.

## Carrera como actor
| Año  | Título              | Personaje                  |
| ---- | ------------------- | -------------------------- |
| 2003 | Celebridade         | Caio Mendes                |
| 2004 | La esclava Isaura   | Álvaro Mendoza             |
| 2005 | Prueba de amor      | Gabriel Avelar             |
| 2007 | Caminos del corazón | Fernando Biavatti (Cobrão) |
| 2008 | Os Mutantes         | Fernando Biavatti (Cobrão) |
| 2018 | Lia                 | Labán                      |